# 함녕 (서진)
함녕(咸寧)은 중국 서진(西晉) 무제(武帝)의 두 번째 연호이다. 275년에서 280년 3월까지 5년 3개월 동안 사용하였다.
같은 시기에 사용된 다른 연호로는 오(吳)에서 사용한 천책(天冊 : 275년 ~ 276년), 천새(天璽 : 276년), 천기(天紀 : 277년 ~ 280년)가 있다.

## 개원
함녕(咸寧) 원년 1월 1일(275년 2월 13일)에 연호를 함녕(咸寧)으로 개원함.

## 연대대조표
| 함녕                | 원년            | 2년                 | 3년             | 4년        | 5년        | 6년        |
| 서력                | 275년           | 276년               | 277년           | 278년      | 279년      | 280년      |
| 육십간지 (六十干支) | 을미(乙未)      | 병신(丙申)          | 정유(丁酉)      | 무술(戊戌) | 기해(己亥) | 경자(庚子) |
| 오(吳)              | 천책(天冊) 원년 | 2년 천새(天璽) 원년 | 천기(天紀) 원년 | 2년        | 3년        | 4년        |

## 삭일(1일)
| 함녕 원년 (275년) | 1월             | 2월             | 3월             | 4월             | 5월             | 6월             | 7월             | 8월             | 9월             | 10월            | 11월            | 12월            |                 |
| ----------------- | --------------- | --------------- | --------------- | --------------- | --------------- | --------------- | --------------- | --------------- | --------------- | --------------- | --------------- | --------------- | --------------- |
| 삭일(음력)        | 무오일 (戊午日) | 정해일 (丁亥日) | 정사일 (丁巳日) | 병술일 (丙戌日) | 병진일 (丙辰日) | 을유일 (乙酉日) | 을묘일 (乙卯日) | 을유일 (乙酉日) | 갑인일 (甲寅日) | 갑신일 (甲申日) | 계축일 (癸丑日) | 계미일 (癸未日) |                 |
| 율리우스력        | 275년 2월 13일  | 3월 14일        | 4월 13일        | 5월 12일        | 6월 11일        | 7월 10일        | 8월 9일         | 9월 8일         | 10월 7일        | 11월 6일        | 12월 5일        | 276년 1월 4일   |                 |
| 함녕 2년 (276년)  | 1월             | 2월             | 3월             | 4월             | 5월             | 6월             | 7월             | 8월             | 9월             | 윤9월           | 10월            | 11월            | 12월            |
| 삭일(음력)        | 임자일 (壬子日) | 임오일 (壬午日) | 신해일 (辛亥日) | 신사일 (辛巳日) | 경술일 (庚戌日) | 경진일 (庚辰日) | 기유일 (己酉日) | 기묘일 (己卯日) | 무신일 (戊申日) | 무인일 (戊寅日) | 정미일 (丁未日) | 정축일 (丁丑日) | 정미일 (丁未日) |
| 율리우스력        | 276년 2월 2일   | 3월 3일         | 4월 1일         | 5월 1일         | 5월 30일        | 6월 29일        | 7월 28일        | 8월 27일        | 9월 25일        | 10월 25일       | 11월 23일       | 12월 23일       | 277년 1월 22일  |
| 함녕 3년 (277년)  | 1월             | 2월             | 3월             | 4월             | 5월             | 6월             | 7월             | 8월             | 9월             | 10월            | 11월            | 12월            |                 |
| 삭일(음력)        | 병자일 (丙子日) | 병오일 (丙午日) | 을해일 (乙亥日) | 을사일 (乙巳日) | 갑술일 (甲戌日) | 갑진일 (甲辰日) | 계유일 (癸酉日) | 계묘일 (癸卯日) | 임신일 (壬申日) | 임인일 (壬寅日) | 신미일 (辛未日) | 신축일 (辛丑日) |                 |
| 율리우스력        | 277년 2월 20일  | 3월 22일        | 4월 20일        | 5월 20일        | 6월 18일        | 7월 18일        | 8월 16일        | 9월 15일        | 10월 14일       | 11월 13일       | 12월 12일       | 278년 1월 11일  |                 |
| 함녕 4년 (278년)  | 1월             | 2월             | 3월             | 4월             | 5월             | 6월             | 7월             | 8월             | 9월             | 10월            | 11월            | 12월            |                 |
| 삭일(음력)        | 경오일 (庚午日) | 경자일 (庚子日) | 기사일 (己巳日) | 기해일 (己亥日) | 기사일 (己巳日) | 무술일 (戊戌日) | 무진일 (戊辰日) | 정유일 (丁酉日) | 정묘일 (丁卯日) | 병신일 (丙申日) | 병인일 (丙寅日) | 을미일 (乙未日) |                 |
| 율리우스력        | 278년 2월 9일   | 3월 11일        | 4월 9일         | 5월 9일         | 6월 8일         | 7월 7일         | 8월 6일         | 9월 4일         | 10월 4일        | 11월 2일        | 12월 2일        | 12월 31일       |                 |
| 함녕 5년 (279년)  | 1월             | 2월             | 3월             | 4월             | 5월             | 6월             | 7월             | 윤7월           | 8월             | 9월             | 10월            | 11월            | 12월            |
| 삭일(음력)        | 을축일 (乙丑日) | 갑오일 (甲午日) | 갑자일 (甲子日) | 계사일 (癸巳日) | 계해일 (癸亥日) | 임진일 (壬辰日) | 임술일 (壬戌日) | 임진일 (壬辰日) | 신유일 (辛酉日) | 신묘일 (辛卯日) | 경신일 (庚申日) | 경인일 (庚寅日) | 기미일 (己未日) |
| 율리우스력        | 279년 1월 30일  | 2월 28일        | 3월 30일        | 4월 28일        | 5월 28일        | 6월 26일        | 7월 26일        | 8월 25일        | 9월 23일        | 10월 23일       | 11월 21일       | 12월 21일       | 280년 1월 19일  |
| 함녕 6년 (280년)  | 1월             | 2월             | 3월             | 4월             | 5월             | 6월             | 7월             | 8월             | 9월             | 10월            | 11월            | 12월            |                 |
| 삭일(음력)        | 기축일 (己丑日) | 무오일 (戊午日) | 무자일 (戊子日) | 정사일 (丁巳日) | 정해일 (丁亥日) | 병진일 (丙辰日) | 병술일 (丙戌日) | 을묘일 (乙卯日) | 을유일 (乙酉日) | 갑인일 (甲寅日) | 갑신일 (甲申日) | 갑인일 (甲寅日) |                 |
| 율리우스력        | 280년 2월 18일  | 3월 18일        | 4월 17일        | 5월 16일        | 6월 15일        | 7월 14일        | 8월 13일        | 9월 11일        | 10월 11일       | 11월 9일        | 12월 9일        | 281년 1월 8일   |                 |

## 같이 보기
- 다른 왕조의 같은 연호
  - 후량(後凉) 함녕(399년 ~ 401년)

- 중국의 연호